# Ju Ji-hoon
 (mai 2020).
Si vous disposez d'ouvrages ou d'articles de référence ou si vous connaissez des sites web de qualité traitant du thème abordé ici, merci de compléter l'article en donnant les références utiles à sa vérifiabilité et en les liant à la section « Notes et références ».
Ju Ji-hoon ou Joo Ji-hoon (en coréen : 주지훈) né le 16 mai 1982, est un acteur et mannequin sud-coréen.
Il obtient son premier rôle principal dans Princess Hours mais est également connu pour ses rôles dans The Devil, Antique ou encore Kingdom.

## Biographie

### Mannequinat
Il fait ses débuts en 2003 dans des publicités pour des marques de vêtements telles que Calvin Klein, Levi Strauss & Co. et Reebok. Il a remporté de nombreux prix pour le mannequinat.

### Carrière
2006 - 2008: débuts d'acteur et reconnaissance
Ju a joué plusieurs rôles dans des drames télévisés, mais c'est dans la comédie romantique de 2006 Princess Hours, basée sur le manhwa Goong , qu'il a réalisé une percée. Le drame a été un succès au niveau national avec une note maximale de 28,3%, et à l'échelle internationale à travers l'Asie, catapultant Ju dans la célébrité de la vague coréenne . Il a remporté le prix du meilleur nouvel acteur aux MBC Drama Awards avec sa co-star Yoon Eun-hye .
En mars 2007, Ju a joué dans le drame de vengeance de KBS2 The Devil , face à Uhm Tae-woong et Shin Min-a . Le même mois, il reçoit le prix New Asian Star aux 1ers Astar TV Drama Awards pour sa performance dans Princess Hours et The Devil .
Le premier film de Ju était dans Antique (2008), basé sur le manga Antique Bakery. Le film a été invité au 59e Festival international du film de Berlin. Il a ensuite retrouvé sa co-star de The Devil Shin Min-a dans la comédie romantique The Naked Kitchen .
2011-2016: retour
Il fait son retour en 2012 dans le film de comédie d'époque I Am the King. Inspiré par le roman populaire Le Prince et le Pauvre , Il a joué le double rôle du Grand Prince Choong-nyung et de l'esclave Deok-chil, dans une période fictive avant que le prince ne devienne le roi Sejong le Grand . Cela a été suivi par son rôle principal en tant que pianiste dans le mélodrame Five Fingers , diffusé d'août à novembre 2012. Il a également joué dans le drame médical Medical Top Team et dans le film de comédie romantique Mariage Blue.
Depuis 2017: Grande révélation
De 2017 à 2018, Il a joué dans l'épopée fantastique en deux parties Along With the Gods : Les Deux Mondes et Along With the Gods : Les 49 Derniers Jours, le deuxième film le plus rentable en Corée du Sud , et il est devenu connu pour son rôle de Hae Won Maek. En 2018, Il a joué dans les films à suspense The Spy Gone North et Dark Figure of Crime. Sa performance dans les deux films a été saluée et il a remporté plusieurs prix du meilleur second rôle lors de cérémonies cinématographiques pour sa performance dans The Spy Gone North , et a été nommé pour le meilleur acteur aux Blue Dragon Awards pour Dark Figure of Crime . En 2019, Il a fait un retour sur le petit écran notamment avec Kingdom. En 2020, Il a repris son rôle dans la deuxième saison de Kingdom et a joué dans le drame juridique Hyena.

### Vie privée
il a étudié au Tongwon College, avec une spécialisation en commerce électronique.
Il effectue son service militaire obligatoire de février 2010 à novembre 2011, En août 2010, Il a partagé la vedette avec son collègue acteur Lee Joon-gi dans la comédie musicale militaire Voyage of Life. pour commémorer le 60e anniversaire de la Guerre de Corée , a été coproduite par le ministère de la Défense nationale et l'Association coréenne du théâtre musical. Il s'est déroulé du 21 au 29 août au Théâtre national de Corée.
En janvier 2021, Il a signé avec la nouvelle agence H & Entertainment.

## Filmographie

### Films
- 2008: Antique: Kim Jin-hyeok
- 2009: The Naked Kitchen: Park Du-re
- 2012: I Am the King: le prince Choong-nyeong / Deok-chil
- 2013: Marriage Blue: Kyung-soo
- 2014: Love Suspects: Jiang Han
  - Confession: In-Chul
- 2015: The Treacherous: Im Soong-Jae
- 2016: Asura: The City of Madness: Moon Sun-Mo
- 2017: Along With the Gods : Les Deux Mondes: Hae Won Maek
- 2018: Along With the Gods : Les 49 Derniers Jours: Hae Won Maek
  - The Spy Gone North: Jung Moo-Taek
  - Dark Figure of Crime: Kang Tae-Oh

Prochainement
- 2023 : Project Silence (탈출: Project Silence) de Kim Tae-gon : Joe Park

### Séries télévisées
- 2006: Princess Hours: Grand Prince Lee Shin
- 2007: The Devil: Oh Seung-ha
- 2012: Five Fingers: Yoo Ji-ho
- 2013: Medical Top Team Han Seung Jae
- 2015: Mask: Choi Min-woo
- 2019-2020: Kingdom: Prince héritier Lee Chang
- 2019: Item: Kang Gon
- 2020: Hyena: Yoon Hee-jae
- 2021: Jirisan: Kang Hyun Jo
- 2025: Appel à l'héroisme / The Trauma Code (en): Kang Hyuk

### Théâtre
- 2010: Voyage of Life (commémoration du 60e anniversaire de la Guerre de Corée).

## Prix et nominations
| Année | Cérémonie                                       | Catégorie                                                          | Films / séries                                             | Résultat |
| ----- | ----------------------------------------------- | ------------------------------------------------------------------ | ---------------------------------------------------------- | -------- |
| 2004  | Korea Best Dresser Swan Awards                  | Meilleur modèle masculin                                           | Aucun                                                      | Gagné    |
| 2005  | Korea Best Dresser Swan Awards                  | Meilleur modèle masculin                                           | Aucun                                                      | Gagné    |
| 2005  | The Photographers' Association                  | Meilleur modèle masculin                                           | Aucun                                                      | Gagné    |
| 2005  | Style Magazine                                  | Modèle masculin le plus élégant                                    | Aucun                                                      | Gagné    |
| 2006  | 42ème Baeksang Arts Awards                      | Meilleur espoir masculin (TV)                                      | Princess Hours                                             | Nommé    |
| 2006  | MBC Drama Awards                                | Meilleur espoir masculin (TV)                                      | Princess Hours                                             | Gagné    |
| 2007  | KBS Drama Awards                                | Prix d'excellence, acteur dans une mini-série                      | The Devil                                                  | Nommé    |
| 2008  | Asia Model Festival Awards                      | Prix de Célébrité                                                  | Aucun                                                      | Gagné    |
| 2009  | 45ème Baeksang Arts Awards                      | Meilleur espoir masculin (Film)                                    | Antique                                                    | Nommé    |
| 2009  | 45ème Baeksang Arts Awards                      | L'acteur le plus populaire (Film)                                  | Antique                                                    | Gagné    |
| 2012  | SBS Drama Awards                                | Prix d'excellence, acteur dans un drama quotidien/week-end         | Five Fingers                                               | Nommé    |
| 2013  | 2nd APAN Star Awards                            | Célébrité populaire                                                | Five Fingers                                               | Gagné    |
| 2013  | MBC Drama Awards                                | Prix d'excellence, acteur dans une mini-série                      | Medical Top Team                                           | Nommé    |
| 2015  | SBS Drama Awards                                | Prix d'excellence, acteur dans un drama spécial                    | Mask                                                       | Gagné    |
| 2015  | SBS Drama Awards                                | Awards top 10 célébrités                                           | Mask                                                       | Gagné    |
| 2016  | The Korea Film Actor's Association              | Award Star dans un film populaire                                  | Asura: The City of Madness                                 | Gagné    |
| 2017  | 22ème Chunsa Film Art Awards                    | Meilleur acteur dans un second rôle                                | Asura: The City of Madness                                 | Nommé    |
| 2017  | 26ème Buil Film Awards                          | Meilleur acteur dans un second rôle                                | Asura: The City of Madness                                 | Nommé    |
| 2018  | 2nd The Seoul Awards                            | Meilleur acteur dans un second rôle                                | Along With the Gods : Les Deux Mondes / The Spy Gone North | Gagné    |
| 2018  | 6ème Marie Claire Asia Star Awards              | Award Célébrité asiatique                                          | Along With the Gods : Les Deux Mondes / The Spy Gone North | Gagné    |
| 2018  | 3ème Asia Artist Awards                         | Artiste de l'année                                                 | Aucun                                                      | Gagné    |
| 2018  | 3ème Asia Artist Awards                         | Meilleur acteur                                                    | Aucun                                                      | Gagné    |
| 2018  | 23ème KCA Consumer Day Awards                   | Meilleur acteur                                                    | Along With the Gods : Les Deux Mondes                      | Gagné    |
| 2018  | 23ème KCA Consumer Day Awards                   | Meilleur acteur                                                    | Dark Figure of Crime                                       | Gagné    |
| 2018  | 5ème Korean Film Producers Association Awards   | Meilleur acteur                                                    | Dark Figure of Crime                                       | Gagné    |
| 2018  | 39ème Blue Dragon Film Awards                   | Meilleur acteur dans un premier rôle                               | Dark Figure of Crime                                       | Nommé    |
| 2018  | 39ème Blue Dragon Film Awards                   | Célébrité populaire                                                | The Spy Gone North                                         | Gagné    |
| 2018  | 39ème Blue Dragon Film Awards                   | Meilleur acteur dans un second rôle                                | The Spy Gone North                                         | Nommé    |
| 2018  | 27ème Buil Film Awards                          | Meilleur acteur dans un second rôle                                | The Spy Gone North                                         | Gagné    |
| 2018  | 38ème Korean Association of Film Critics Awards | Meilleur acteur dans un second rôle                                | The Spy Gone North                                         | Gagné    |
| 2019  | 10ème KOFRA Film Awards                         | Meilleur acteur dans un second rôle                                | The Spy Gone North                                         | Gagné    |
| 2019  | 24ème Chunsa Film Art Awards                    | Meilleur acteur dans un second rôle                                | The Spy Gone North                                         | Nommé    |
| 2019  | 24ème Chunsa Film Art Awards                    | Meilleur acteur                                                    | Dark Figure of Crime                                       | Gagné    |
| 2019  | 39ème Golden Cinema Film Festival               | Meilleur acteur                                                    | Dark Figure of Crime                                       | Gagné    |
| 2019  | 28ème Buil Film Awards                          | Meilleur acteur                                                    | Dark Figure of Crime                                       | Nommé    |
| 2019  | 55ème Baeksang Arts Awards                      | Meilleur acteur (Film)                                             | Dark Figure of Crime                                       | Nommé    |
| 2019  | MBC Drama Awards                                | Top Excellence Award, acteur dans une mini-série du lundi au mardi | Item                                                       | Nommé    |
| 2020  | 2nd Asia Contents Awards                        | Meilleur acteur                                                    | Kingdom                                                    | Gagné    |
| 2020  | 15ème Asia Model Festival                       | Award Célébrité asiatique                                          | Aucun                                                      | Gagné    |
| 2020  | 56ème Baeksang Arts Awards                      | Meilleur acteur (TV)                                               | Hyena (en)                                                 | Nommé    |
| 2020  | 7ème APAN Star Awards                           | Top Excellence Award, Acteur dans une Miniséries                   | Hyena (en)                                                 | Nommé    |
| 2020  | 28ème SBSB Drama Awards                         | Grand prix (Daesang)                                               | Hyena (en)                                                 | Nommé    |
| 2020  | 28ème SBSB Drama Awards                         | Top Excellence Award, Acteur dans une Miniséries Action Drame      | Hyena (en)                                                 | Gagné    |
| 2020  | 28ème SBSB Drama Awards                         | Awards du meilleur couple avec Kim Hye-su                          | Hyena (en)                                                 | Nommé    |